# メーソン・ストーサーズの定理
メーソン・ストーサーズの定理 (Mason–Stothers theorem) または単にメーソンの定理 (Mason's theorem) は多項式に関する数学の定理であり、類似するものに整数についてのABC予想がある。
この定理の名前は、この定理を1981年に発表したW. Wilson Stothersと、続いてすぐに再発見したR. C. Masonから取られている。

## 定理の主張
{\displaystyle a(t)}, {\displaystyle b(t)}, {\displaystyle c(t)} は、{\displaystyle a+b=c} を満たす互いに素な（共通零点がない）複素数係数の多項式とする。このとき次の関係が成り立つ：
{\displaystyle \max\{\deg a,\deg b,\deg c\}<\deg \operatorname {rad} abc}
ここで、{\displaystyle \operatorname {rad} f} は {\displaystyle f} と同じ根を持つ最小次数の多項式であり、
{\displaystyle \operatorname {rad} f=\prod _{f(\alpha )=0}(t-\alpha )}
である。α は f の相異なる零点である。つまり、{\displaystyle \deg \operatorname {rad} f} は {\displaystyle f} の相異なる根の個数を意味する。